# 春柳街道
春柳街道，是中华人民共和国辽宁省大連市沙河口区下辖的一个乡镇级行政单位。

## 行政区划
春柳街道下辖以下地区：
泰安社区、春柳社区、刘家桥社区、敦煌社区、沙龙社区、华顺社区、香沙社区、香华社区、新型社区、沙园社区、沙跃社区和丝绸路社区。